# Denominació d'Origen Alacant
La Denominació d'Origen Alacant és una de les tres àrees de producció de vins amb denominació d'origen del País Valencià. La denominació d'origen va ser constituïda per primera vegada en 1932, encara que l'actual és del 1987.

## Geografia
L'àrea de producció s'estén per 50 municipis de la província d'Alacant, dividits en dues subzones ben delimitades:
- Conca del Vinalopó amb les comarques Alacantí, Alcoià, Comtat, Alt Vinalopó i Vinalopó Mitjà:
  - L'Alguenya, Alacant, Banyeres de Mariola, Beneixama, Biar, el Camp de Mirra, la Canyada de Biar, Castalla, Elda, Fondó de les Neus, Fondó dels Frares, Ibi, la Romana, Monòver, Onil, Petrer, el Pinós, Saix, Salines, Tibi i Villena.
- Marina Alta:
  - Alcalalí, Beniarbeig, Benidoleig, Benigembla, Benimeli, Benissa, Calp, Castell de Castells, Dénia, Gata de Gorgos, Llíber, Murla, Ondara, Orba, Parcent, Pedreguer, el Poble Nou de Benitatxell, els Poblets, Sagra, Sanet i els Negrals, Senija, Teulada, Tormos, la Vall de Laguar, el Verger, Xàbia i Xaló.

## Vinificació
Són varietats blanques tradicionals la merseguera i el moscatell i, a més, són recomanades el forcallat i el macabeu. Les varietats negres tradicionals són la garnatxa negra (coneguda a França com alicante), la garnatxa tintera (també anomenada alacant) i el monestrell, a més del tempranillo com a varietat recomanada i el boval com a varietat autoritzada.
Un vi exclusiu de la DO Alacant és el fondellol, un vi ranci força dolç elaborat amb monestrell sobremadurat i envellit en fusta més de vuit anys. En la subzona de la Marina destaca el moscatell elaborat exclusivament amb la varietat de moscatell d'Alexandria.

## Història
El cultiu de la vinya és mil·lenari a la zona d'Alacant. S'han trobat jaciments arqueològics des del segle vi aC amb representació de la vinya en molts ritus religiosos i funeraris. Durant els segles xvi i xvii hi ha un desenvolupament de l'enologia i un proteccionisme feroç, especialment a la ciutat d'Alacant, amb la creació de la Junta d'Inhibició del Vi d'Alacant. L'exportació de vins amb el nom Alacant per tot el món queda testimoniat en els vins que van viatjar amb Magalhães en la seua primera volta al món, la seua presència en nombroses cases reials o en les descripcions dels viatgers forans, especialment sobre el fondellol. L'any 1241 es parla d'un «Alacant» en un concurs de vins celebrat a París. N'hi ha referències en l'obra El comte de Montecristo i en altres peces literàries d'autors com Gabriel Miró, Azorín o Miguel Hernández.
El desenvolupament de la vinya en tota la zona de la muntanya i el Vinalopó ha sigut un dels motors del desenvolupament econòmic i social de tota la regió en el segle xix, amb l'aparició de la primera estació enològica a Cocentaina, la creació del ferrocarril Alacant-Monòver i la implantació d'una burgesia comercialitzadora.